# Reacción de Zincke-Suhl
La reacción de Zincke-Suhl es un caso especial de alquilación de Friedel-Crafts, fue descripta por primera vez por Theodor Zincke y R. Suhl en el año 1906.El producto de reacción es un material de partida en la reordenación de benceno dienol.
La reacción se produce sobre el p-cresol con tetraclorometano, el cual, en presencia de un ácido de Lewis como el tricloruro de aluminio, se adiciona produciendo la 4-metil-4-triclorometilciclohexa-2,5-dienona.